# Michał Pyrz

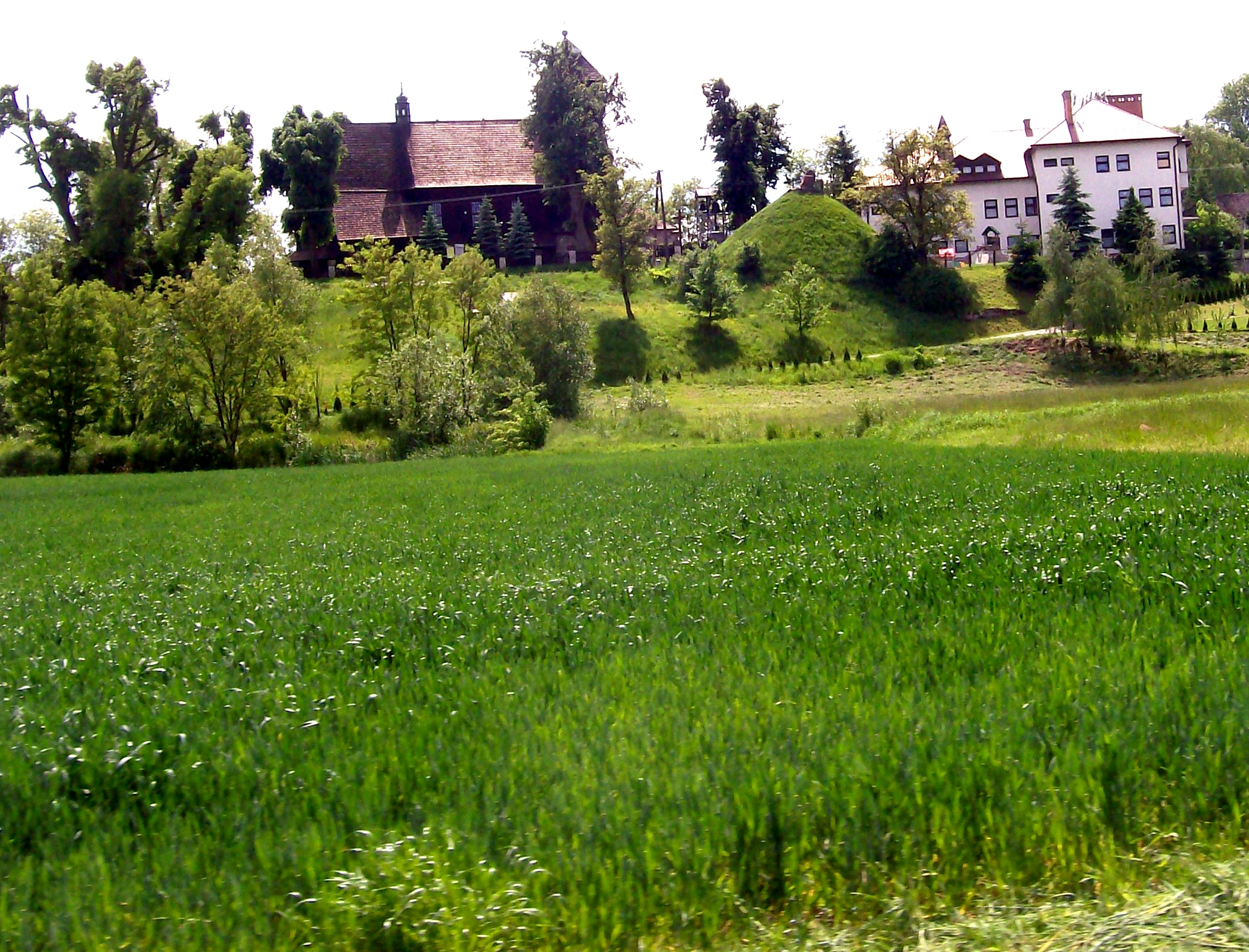
Na prawo od kościoła św. Marii Magdaleny widoczny kopiec ziemny usypany ku czci Michała Pyrza

Michał Pyrz – wójt Nowosielec koło Przeworska, który w dniach od 9 do 11 czerwca 1624 skutecznie przewodził obronie wsi przed tatarską hordą.
W 1936 obok miejscowego drewnianego kościoła powstał kopiec ku czci Michała Pyrza. Poświęcenie kopca 29 czerwca 1936 stało się ogólnonarodową manifestacją polityczną ludowców przeciw sanacji z udziałem generalnego inspektora sił zbrojnych gen. dyw. Edwarda Rydza-Śmigłego oraz 150 tysięcy chłopów.